# يالقوز أغاج (ميانة)
يالقوز أغاج هي قرية في مقاطعة ميانة، إيران. عدد سكان هذه القرية هو 255 في سنة 2006.